# Paridotea robusta
Paridotea robusta là một loài chân đều trong họ Idoteidae. Loài này được Nunomura miêu tả khoa học năm 1985.